# Buford (Alberta)
Pour les articles homonymes, voir Buford.
Buford est une communauté située dans la province d'Alberta, dans le centre.